# Shiduan
Lo Shiduan (友士杯十段賽T, Yǒu shì bēi shí duàn sàiP, lett. "Coppa Youshi 10 dan") è una competizione goistica taiwanese, organizzata dalla Associazione professionale cinese di Go e sponsorizzata dalla USE Electronics. Il nome significa «10 dan» ed è l'equivalente del titolo giapponese Jūdan.
La borsa per il vincitore è di NT$700.000.

## Formato
Lo Shiduan è un titolo, per cui i partecipanti si affrontano con lo scopo di determinare lo sfidante al detentore del titolo.
Nella prima edizione, in assenza di un detentore, dieci goisti si sono incontrati in un girone all'italiana; il primo e il secondo arrivati si sono scontrati nella finale al meglio dei tre incontri.
Dalla seconda edizione il torneo preliminare coinvolge 16 goisti ed è a eliminazione diretta, con tabellone dei perdenti fino all'11ª edizione e senza dalla 12ª edizione. La finale è stata al meglio dei tre incontri fino alla 5ª edizione e al meglio dei cinque incontri dalla 6ª in poi.

## Albo d'oro
| Edizione | Anno | Vincitore     | Risultato | Finalista     |
| -------- | ---- | ------------- | --------- | ------------- |
| 1        | 2011 | Zhou Junxun   | 2-0       | Yu Chengrui   |
| 2        | 2012 | Zhou Junxun   | 2-0       | Chen Shiyuan  |
| 3        | 2013 | Wang Yuanjun  | 2-1       | Zhou Junxun   |
| 4        | 2014 | Lin Junyan    | 2-0       | Wang Yuanjun  |
| 5        | 2015 | Xiao Zhenghao | 2-0       | Lin Junyan    |
| 6        | 2016 | Xiao Zhenghao | 3-0       | Xu Haohong    |
| 7        | 2017 | Wang Yuanjun  | 3-2       | Xiao Zhenghao |
| 8        | 2018 | Xu Haohong    | 3-1       | Wang Yuanjun  |
| 9        | 2019 | Xu Haohong    | 3-1       | Lai Junfu     |
| 10       | 2020 | Xu Haohong    | 3-1       | Lin Lixiang   |
| 11       | 2021 | Xu Haohong    | 3-0       | Lin Junyan    |
| 12       | 2022 | Xu Haohong    | 3-1       | Chen Qirui    |
| 13       | 2023 | Xu Haohong    | 3-0       | Chen Qirui    |
| 14       | 2024 | Xu Haohong    | 3-1       | Lin Junyan    |